# Guten Morgen, du Schöne: Doris
Guten Morgen, du Schöne: Doris  mit dem Untertitel Ich bin wer  ist ein 1979 geschaffener Film des Fernsehens der DDR von Vera Loebner nach einem Kapitel aus dem 1977 erschienenen Buch Guten Morgen, du Schöne von Maxie Wander.

## Handlung
Doris ist eine Frau Mitte dreißig, die genau weiß was sie will. Ihre Geschichte erzählt sie in einem Friseursalon. Bereits in der Schule war ihr klar, dass sie Lehrerin wird. An diesem Wunschberuf hatte einer ihrer Lehrer einen großen Anteil. Da es aber keinen Studienplatz für sie gab, lernte sie erst einmal einen Beruf in der Erdgas-Industrie. Danach bewarb sie sich als Pionierleiterin, wurde angenommen und machte, nach einem Umzug in eine größere Wohnung nach Schwedt, eine Ausbildung zur Unterstufenlehrerin. Natürlich wollte auch ihr Mann sich weiterbilden, doch der verzichtete zugunsten seiner Frau darauf. Doris meinte dazu, dass ihm die Arbeit als Mechaniker doch mehr Spaß macht und er eigentlich doch keine rechte Lust zum Lernen hätte. Doch sie will richtig weitermachen, denn ihr Ziel ist es, eines Tages Oberstufenlehrerin zu sein und somit Schuldirektorin werden zu können.

## Produktion und Veröffentlichung
Das DDR-Fernsehen produzierte auf Grundlage von Guten Morgen, du Schöne sieben Fernseh-Produktionen, wobei der Film des Regisseurs Hans-Werner Honert über drei junge Frauen aus Maxi Wanders Buch Aufführungsverbot erhielt und deshalb erst nach der Wende gezeigt werden konnte. Die jeweils anderen drei Folgen von Vera Loebner (mit elektronischen Fernsehkameras aufgenommen) und Thomas Langhoff (mit 16-mm-Filmkamera aufgenommen) wurden 1979 und 1980 ausgestrahlt.
Die Erstausstrahlung dieses Farbfilms erfolgte am 11. November 1979 im 2. Programm des Fernsehens der DDR.

## Kritik
Volker Weidhaas meinte in der Berliner Zeitung, dass Vera Loebners wichtigster Punkt der szenische Realisation wäre, dem Text zu vertrauen. Der Weg liegt wohl weder darin, einen fremden authentischen Text aufzusagen, noch in dem Versuch, aus dem spröden Material mit schauspielerischer Virtuosität eine „Rolle“ zu drechseln. Barbara Dittus wurde im Laufe des Films zusehends besser. Die Anerkennung für die Interpretation scheint hier darin zu bestehen, dass einem die Doris und nicht die Dittus im Gedächtnis bleibt.